# Туруни
Туруни́, або жужелиці (Carabidae Latreille, 1802) — третя за чисельністю родина ряду твердокрилих. Налічує понад 40 тис. видів, які розповсюджені по всій Землі, у Європі їх налічується близько 2,7 тис., а у Північній Америці — 2 тис.. Туруни належать до комах із повним перетворенням (метаморфоз) і в життєвому циклі проходять стадії яйця, личинки, лялечки та імаго. Туруни — це здебільшого хижі жуки.
В Українських Карпатах відомо поширення 443-х видів (57 % від фауни турунів України), які належать до 85 родів.
У вивчення турунів фауни України вагомий внесок зробили М. Ломницький, В. Лазорко, Д. В. Знойко, В. О. Михайлов, В. Г. Плігінський, О. О. Петрусенко, В. Б. Різун,  О. В. Пучков, В. В. Бригадиренко та інші. Систематикою жужелиць плідно займався барон Максиміліан де Шодуар.
11 видів турунів занесено до Червоної книги України.

## Морфологія

### Імаго
Голова
Голова в турунів завжди прогнатична — щелепи спрямовані вперед, а не вниз, і добре помітні зверху; порожнини лоба і наличника переважно розміщені майже горизонтально і ніколи не бувають вертикальними. Голова не може втягуватись у передньоспинку. Ширина голови переважно менша, ніж ширина передньоспинки, але в деяких групах буває протилежне співвідношення розмірів голови і передньоспинки. На лобі, біля верхнього краю ока, майже у всіх видів розміщені щетинконосні пори; їх кількість (від 1 до 6) і розташування мають велике систематичне значення. Одна чи кілька пар щетинконосних пор є також на передньому краї наличника. По боках голови розміщені складні фасеткові очі, хоча вони можуть бути й відсутніми у деяких печерних видів турунів. Простих лобних вічок у них немає. Переважно очі помірної величини, випуклі, з дрібними і плоскими фасетками. У деяких представників очі бувають дуже великими (наприклад, роди Notiophilus, Elaphrus та інші).

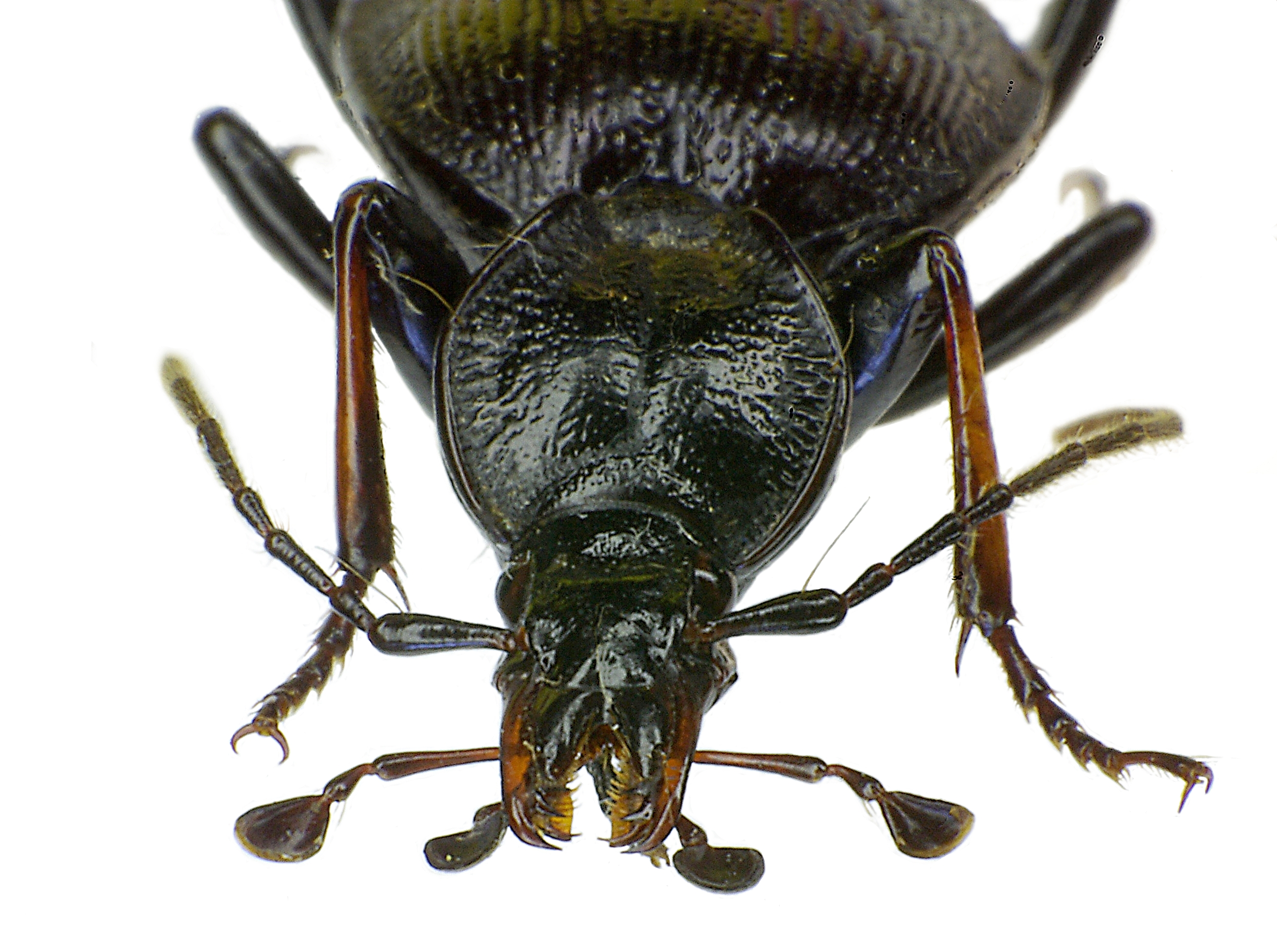
Голова Цихруса видовженого (Cychrus attenuatus)

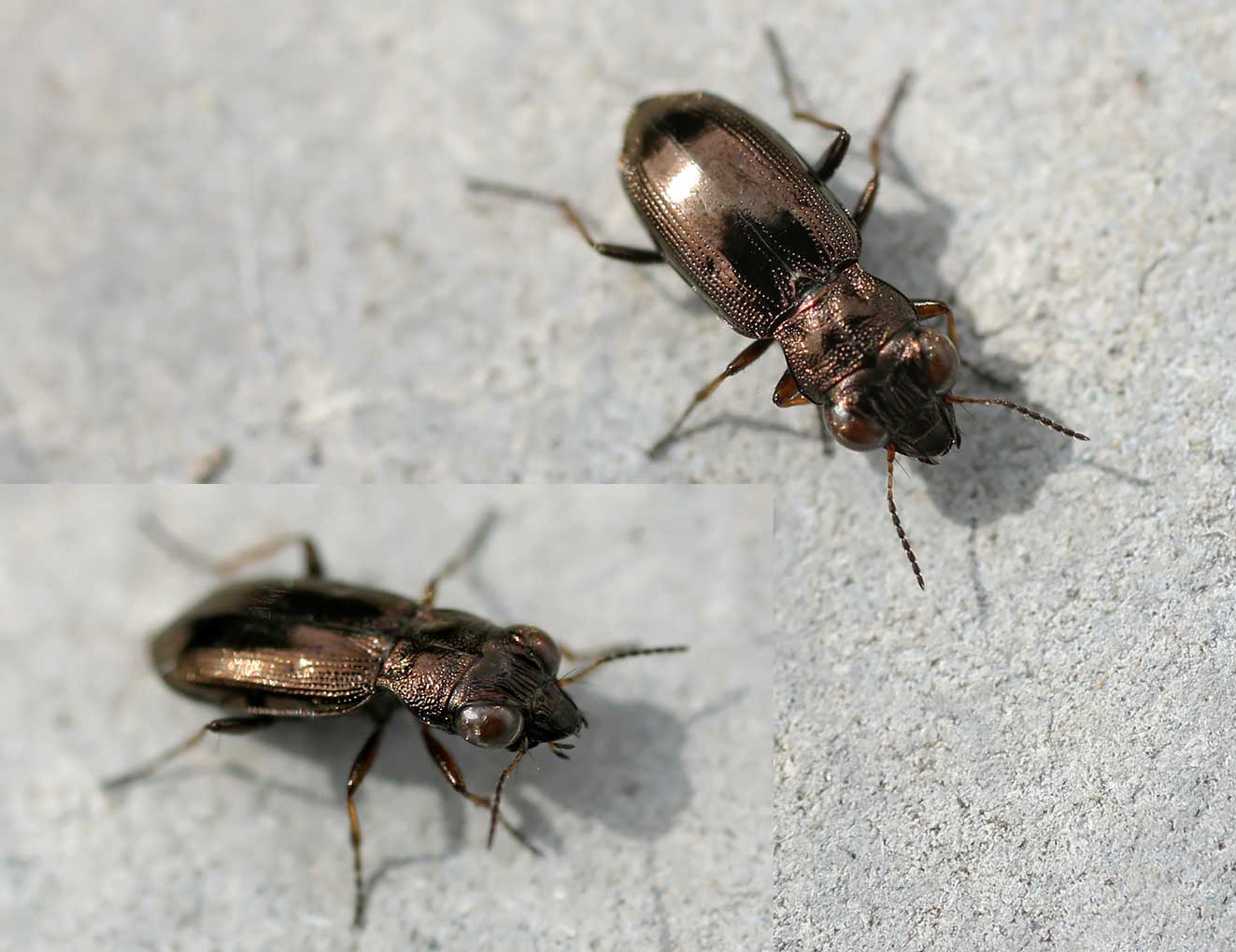
У Ночелюба рудого (Notiophilus rufipes) голова з очима ширша за передньоспинку

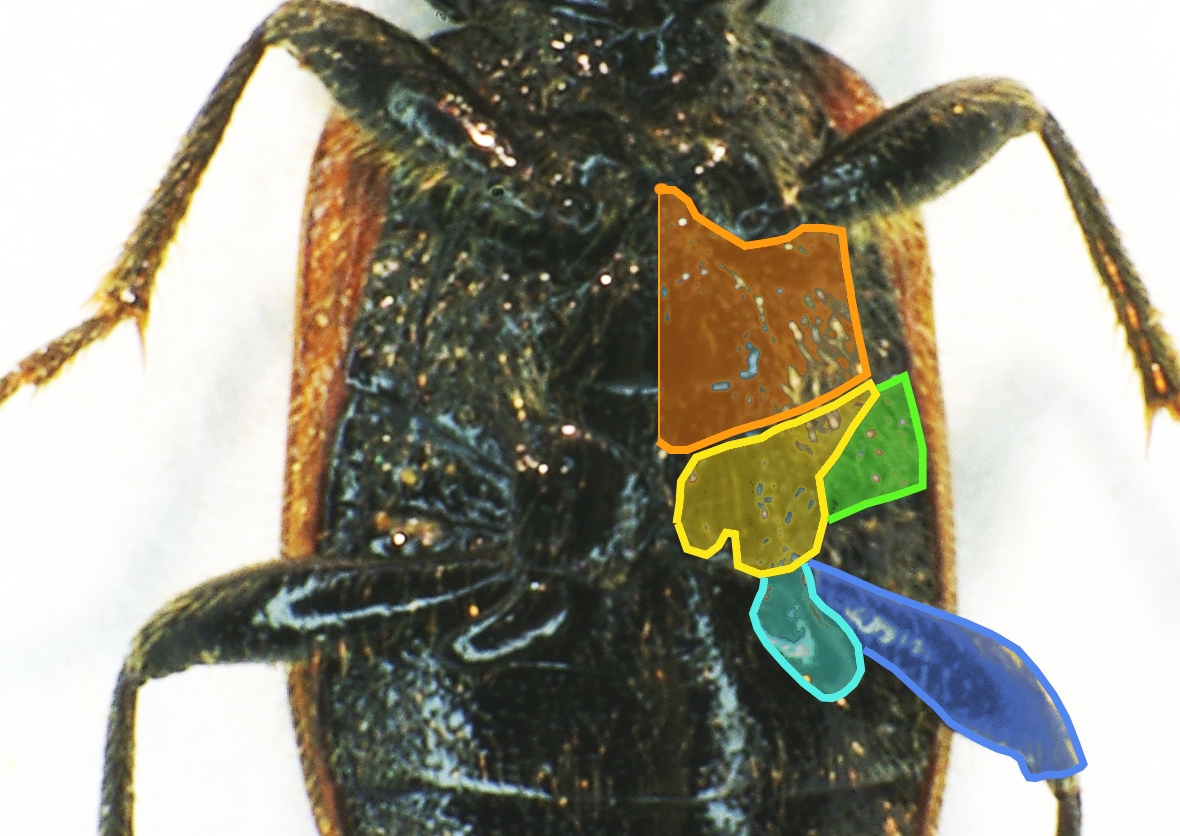
Схема розташування частини кінцівки у Панаґеуса великохрестовикового (Panagaeus cruxmajor)

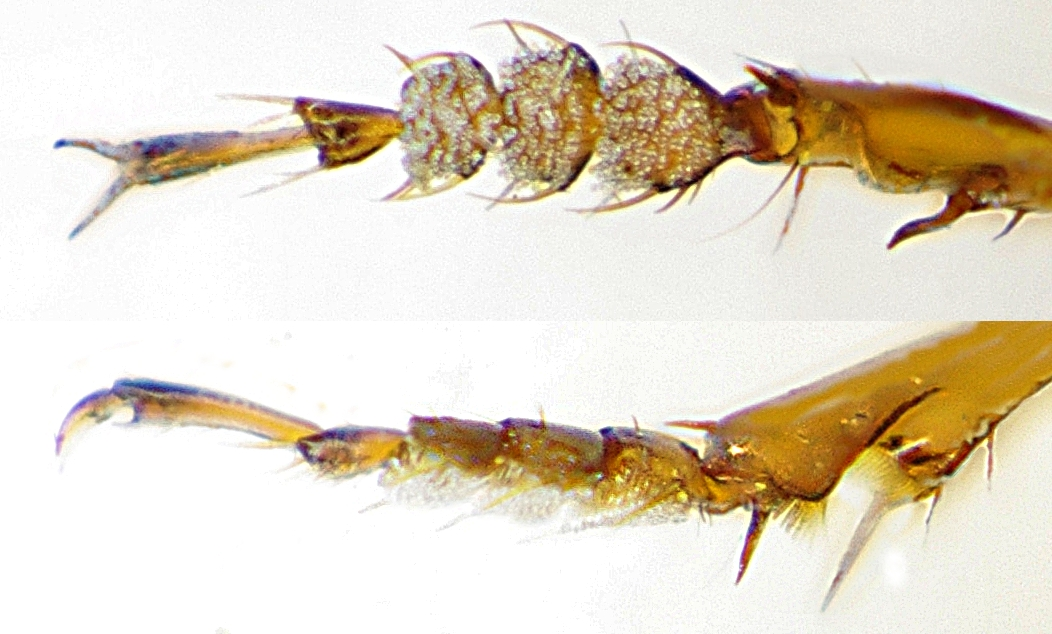
Вигляд лапки самця Льоріцери дрібновусої (Loricera pilicornis)

Вусики в значної більшості турунів ниткоподібні або щетинкоподібні, 11-членикові, досить довгі — закинуті назад, досягають задньої частини передньоспинки або заходять на надкрила. Інколи, наприклад, у представників триби Paussini, вусики бувають дуже короткими, з широкими члениками, кількість яких може бути редукована до 5—9 і навіть до 2. Мандибули або верхні щелепи переважно мають форму тригранної піраміди, вигнутої тою чи іншою мірою. Зовнішня сторона верхніх щелеп часто несе щетинконосну пору, наявність або відсутність якої є важливою систематичною ознакою. Нижні щелепи несуть 4-членикові щелепні полапки, форма двох останніх члеників яких досить різноманітна і використовується в таксономії. Нижня губа турунів несе 3-членикові губні полапки, форма яких, як і розміщення щетинок на їх другому членику, слугують важливими таксономічними ознаками.
Груди
Верхній (дорзальний) склерит передньогрудей — передньоспинка має різноманітну форму. Скульптура і форма передньоспинки, будова її бічного і заднього країв, кількість і розміщення щетинок на бічному краї є важливими систематичними ознаками. Середньоспинка і задньоспинка прикриті надкрилами і лише щиток — середня частина середньоспинки — помітний зверху. Форма і скульптура щитка також використовуються в цілях систематики. Нижні (вентральні) склерити грудей утворюють передньо-, середньо- і задньогруди, які несуть на собі ноги. Різноманітність будови цих сегментів грудей і тазикових впадин, що знаходяться на них використовується в систематиці і діагностиці.
Кінцівки
Кінцівки у більшості турунів бігального або ходильного типу. Представники деяких триб (наприклад, Agoniini та ін.) належать до комах, які найшвидше бігають. Значно рідше в турунів зустрічаються ноги копального типу. Наймінливішою частиною кінцівки є гомілки. Передні гомілки за будовою помітно відрізняються від інших. Майже у всіх турунів вони несуть особливий орган для чищення вусиків. У більшості триб він утворений зміщеною на внутрішню сторону гомілки вершинною шпорою і глибокою, густо опушеною виїмкою гомілки. Лапки 5-членикові (дуже рідко 4-членикові), у самців, більшості видів, передні лапки розширені (цю дуже просту ознаку використовують для розпізнавання самців і самок).
Крила
Крила характеризуються досить повним жилкуванням і наявністю замкнутої довгастої комірки між гілками радіального і медіального стовбурів (карабоїдний тип жилкування). У багатьох нелітаючих видів спостерігається різний ступінь редукції крил аж до повного їх зникнення. Літаючих турунів значно менше — це більшість фітофільних видів і представники, що населяють біотопи поблизу водойм. У деяких видів спостерігається криловий поліморфізм — у частини особин одного виду крила добре розвинені і служать для польоту, а в іншої частини крила редуковані в тій чи іншій мірі і непридатні для польоту. Надкрила дуже різноманітні. У типових випадках вони несуть 8 поздовжніх борозенок, на дні яких містяться добре виражені ямки. І в борозенках, і в проміжках між ними можуть знаходитись щетинконосні пори. Від цього основного варіанту можуть бути найрізноманітніші відхилення. Борозенки можуть бути сильно згладжені або представлені тільки рядами цяток. Можуть зникати зовсім. Число борозенок може бути збільшене до 9, 12 чи навіть до 15. Особливо сильно варіює число щетинконосних пор і їх розташування (хетотаксія надкрил) — це дуже важлива таксономічна ознака. Шов надкрил забезпечує їх дуже щільне змикання. У нелітаючих форм часто спостерігається зростання надкрил по шві, іноді дуже міцне.
Черевце
З черевної сторони помітні 6 сегментів — стернітів. Тільки в підродині Brachininae число видимих стернітів збільшується до 7 у самки і до 8 у самця. Перший видимий стерніт, посередині, повністю розділений задніми тазиками. 1-й, 2-й і 3-й стерніти щільно зрощені між собою і нерухомі. Решту стернітів зчленовані рухомо.

### Яйце

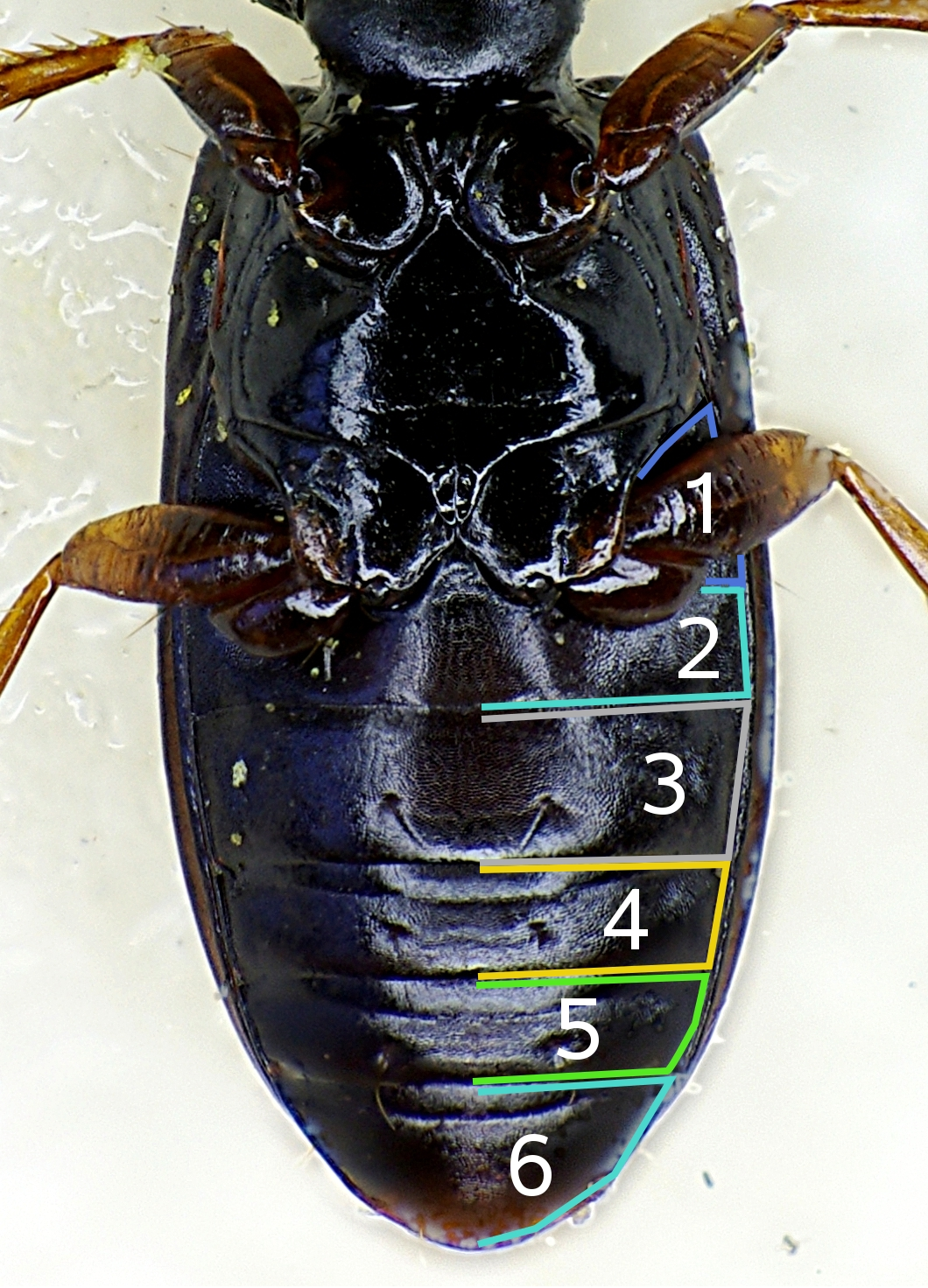
Розташування стернітів черевця у Клівіни копача (Clivina fossor)

Яйця турунів мають форму, близьку до циліндричної або схожу в поперечному перерізі на видовжений овал. Хоріон тонкий, без скульптури, білий або жовтуватий. Розміри яєць різноманітні: від дуже дрібних (наприклад, у Brachinus) до дуже великих (до 10×3 мм у деяких видів роду Carabus). Яйця великих розмірів часто свідчать про ембріонізацію розвитку, коли число личинкових стадій може скорочуватись до двох чи навіть до однієї (у деяких печерних Trechini з гігантського яйця виходить доросла личинка, яка, не живлячись, перетворюється в лялечку). Кількість одночасно відкладених самкою яєць може коливатися від одного до декількох сотень.

### Личинка

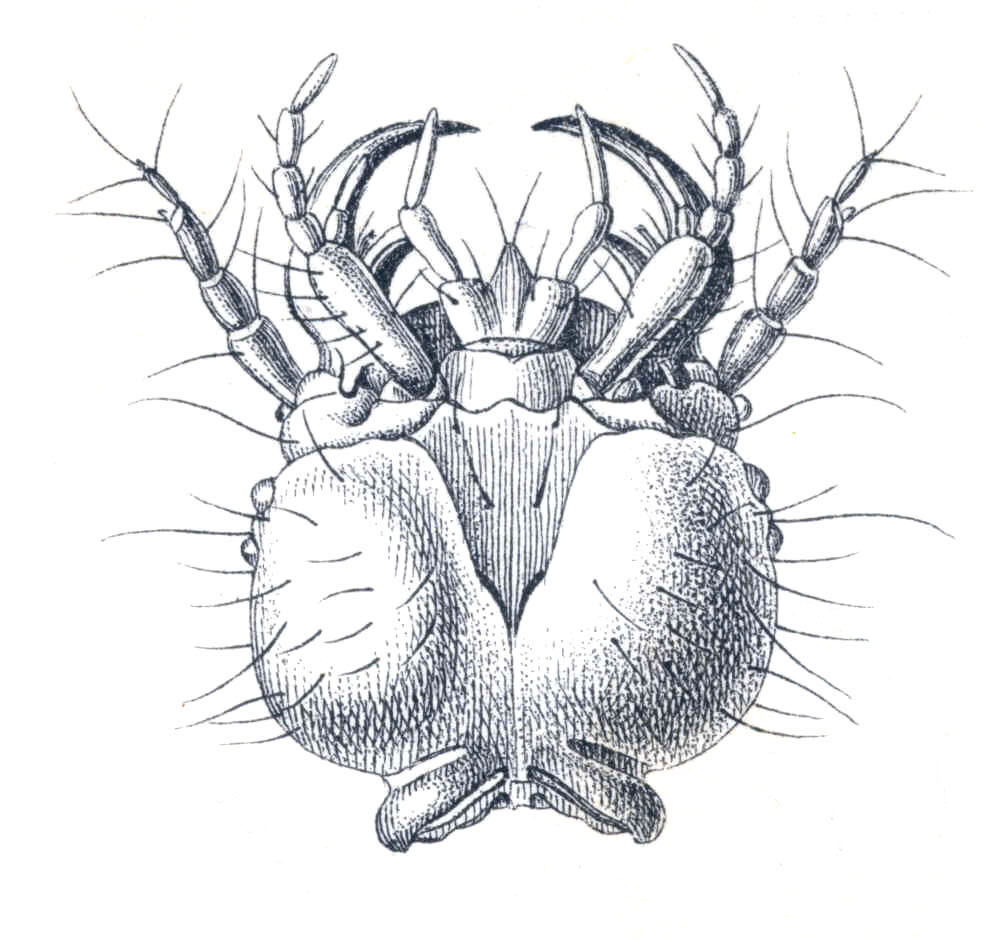
Прогнатична голова личинки Небрії стоячовусої (Nebria brevicollis)

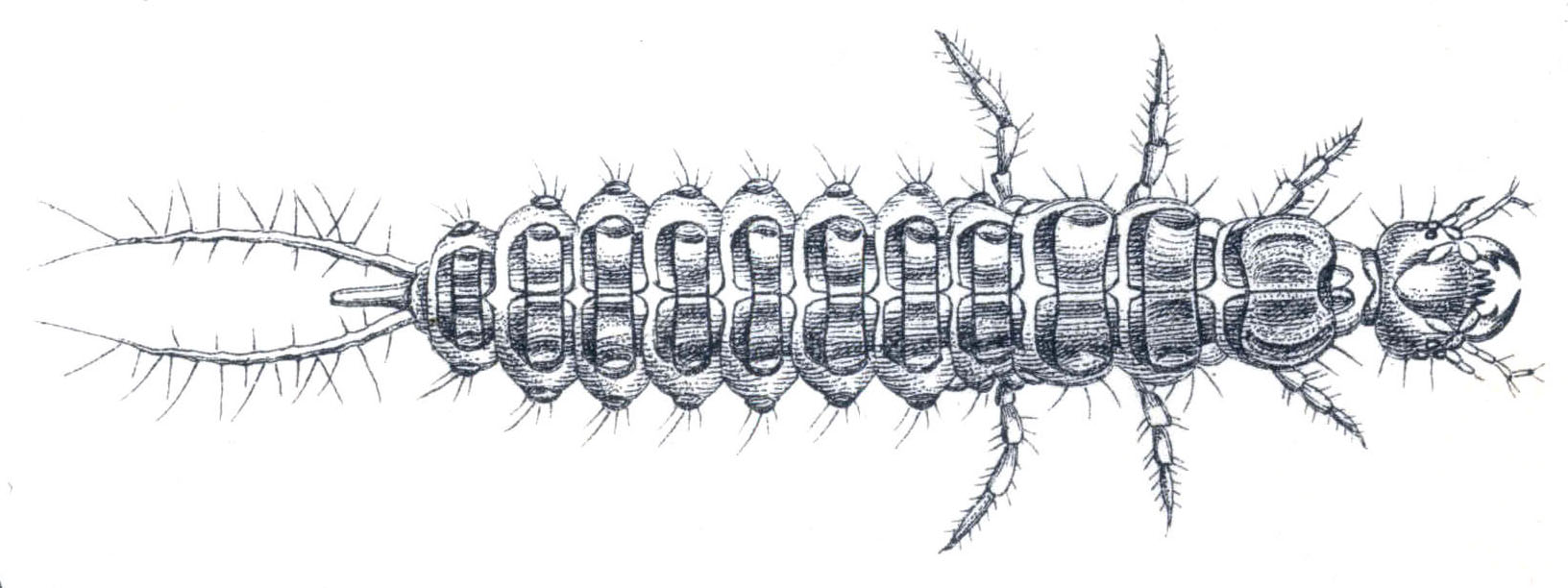
Камподієвидна личинка Небрії стоячовусої (Nebria brevicollis)

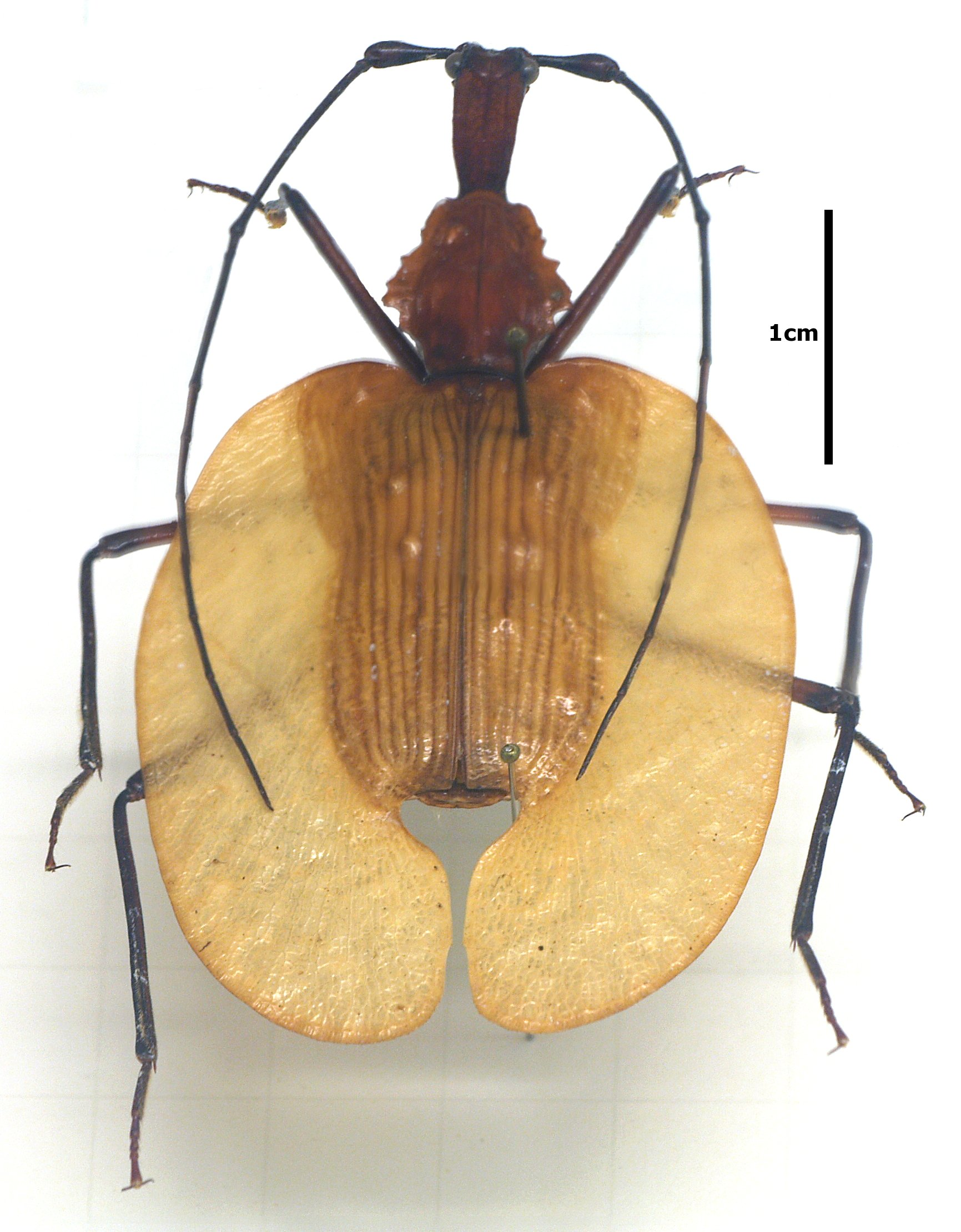
Віолончелевий турун (Mormolyce phyllodes) має незвичну для турунів форму тіла

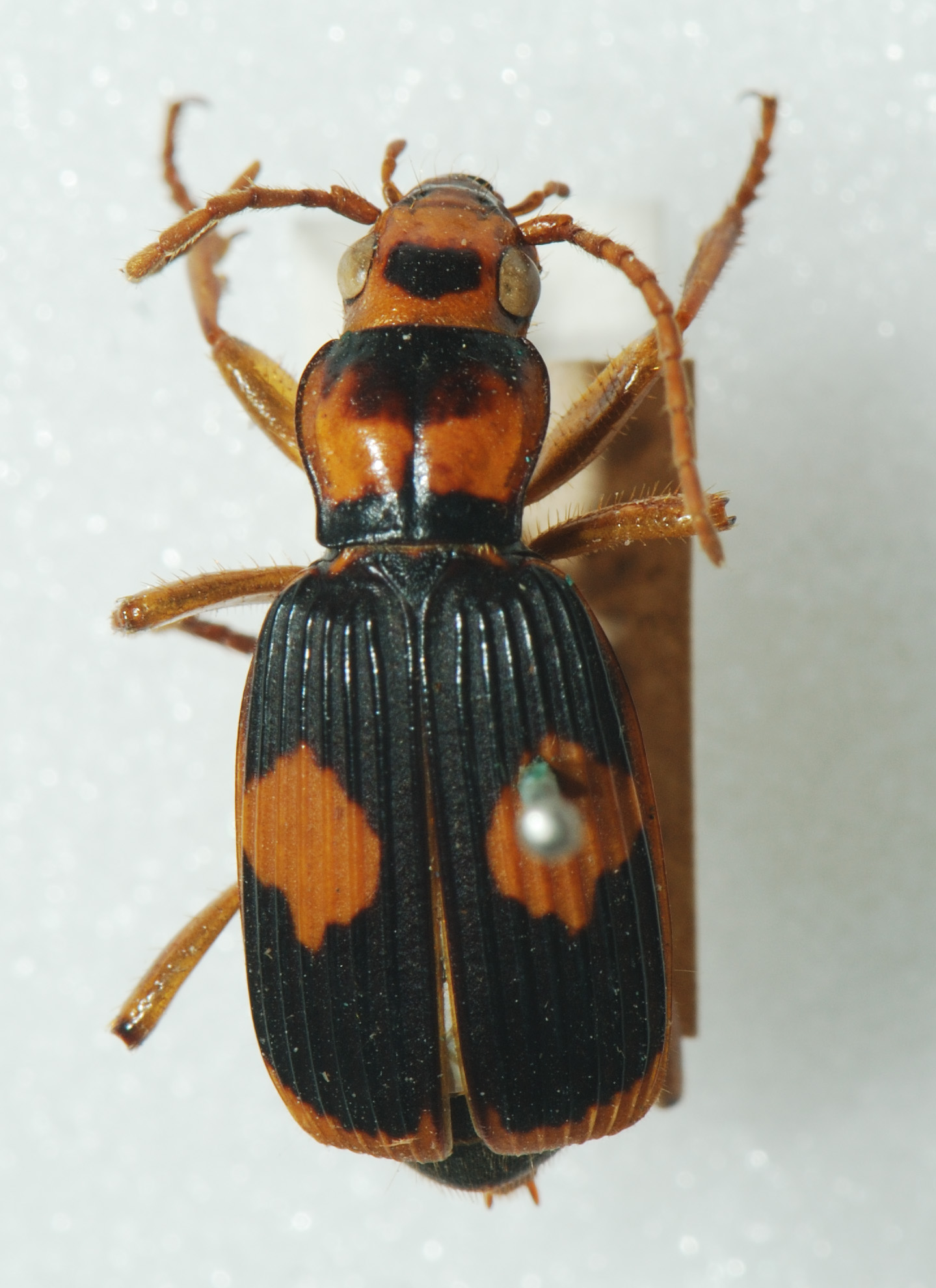
Бомбардир-феропсопус вертикальний (Pheropsophus verticalis)

Личинки турунів переважно камподієподібні, рухливі, рідше — скарабеоїдні, С-подібно вигнуті, малорухливі. Найбільш важливі і характерні для більшості видів ознаки: видовжене тіло з помітно склеротизованими покривами, прогнатична голова з редукованою верхньою губою, 10-сегментне черевце, церки на 9-му сегменті черевця, довгі 6-членикові ноги. Від цього узагальненого опису можливі різні відхилення, особливо у сильно спеціалізованих личинок, які ведуть спосіб життя, що відрізняється від типового для більшості турунів способу життя і пов'язаний з вільним переміщенням личинок на поверхні ґрунту і всередині нього в пошуках жертв. Приклади таких відхилень: личинки багатьох Harpalini живляться їжею, яку запасли самки; ектопаразитичні личинки Lebia і Brachinus. Для таксономії турунів особливо важливі такі ознаки личинок, як будова наличника, ротових органів, антен, церок, ніг і хетотаксія всіх сегментів тіла. Число личинкових стадій коливається від одної до п'яти. Найбільш типовою для турунів є наявність трьох личинкових стадій. Особливий інтерес становить явище спрощеного гіперметаморфозу у ектопаразитичних Brachinus. Число личинкових стадій в них збільшене. Перша личинкова стадія характеризується типовою для турунів будовою і виконує функцію пошуку жертви та прикріплення до неї. Друга, третя і четверта личинкові стадії живляться на жертві і мають зовсім інший вигляд — вони сильно депігментовані, мають короткі ноги, редуковані вусики і потовщене тіло. П'ята личинкова стадія не живиться і може розглядатися як передлялечка.
Досі личинки більшості видів турунів ще не описані.

### Лялечка
Лялечки описані ще для меншого числа видів турунів. Лялечки переважно вільні, голі, дещо нагадують дорослих жуків. Найчастіше лялечки знаходяться в колисочці, зробленій в ґрунті або в іншому субстраті. Тільки для видів роду Lebia відоме заляльковування в коконі. Характерною ознакою лялечок турунів є наявність пучків щетинок на спинній і бічній поверхнях сегментів черевця.

## Біологія та життєві цикли

### Життєві цикли
Життєвий цикл у всіх турунів включає фази яйця, личинки, лялечки і імаго. У більшості видів імаго живуть довго і зимують, а розвиток личинки (3 личинкові стадії і дві линьки) протікає швидко. Проте від цієї загальної схеми існують різноманітні відхилення. Число личинкових стадій може зменшуватись до однієї чи збільшуватись до п'яти. При зимівлі личинок ця стадія розтягується, а тривалість імагінальної стадії може скорочуватись. У рідкісних випадках можуть зимувати яйця або лялечки. Переважно у карабід живляться й личинки, й імаго. Але, наприклад, у печерних Trechini розвиток личинок проходить всередині гігантських яєць, а личинки, що вийшли з яйця, живуть декілька годин і не живляться. Як правило, туруни мають одне покоління на рік. У рідкісних випадках за один рік розвиваються два покоління — те, що зимує і літнє (Bembidion i Pogonus). Частіше спостерігається протилежне відхилення, коли цикл розвитку охоплює два роки (наприклад, рід Carabus).

### Сезонна й добова активності
Переважно туруни активні від весни до осені, але в аридних областях активність імаго і личинок обмежена коротким весняним періодом, за яким слідує довга літня діапауза (яка іноді змінюється активністю пізно восени і навіть взимку). Літня діапауза зустрічається в карабід, які населяють помірні області (наприклад, роди Zabrus, Nebria). Нарешті, у сліпих печерних Trechini взагалі немає ніяких ознак річного циклу, що не дивно в умовах печер.
За характером добової активності турунів можна розділити на три умовні групи: денні, нічні і байдужі у відношенню до часу доби. Межі між цими групами досить умовні. Навіть в рамках однієї популяції можуть бути особини з денною і нічною активністю. Але все ж більшість видів помірних широт ведуть нічний спосіб життя і, як правило, забарвлені в чорні або бурі тони. Навпаки, види, що активні вдень, частіше мають яскраве забарвлення — металічне, різнобарвне або зелене. З цього правила існують винятки. Наприклад, чорні види Carabus в Середній Азії нерідко активні вдень. Активні вночі види турунів часто летять на світло, особливо на ультрафіолетове. Цікавий факт вилову за одну ніч світловою пасткою у Криму 118 видів турунів (Петрусенко, 1986) — більше чверті відомих для цієї місцевості видів.

### Турбота про потомство
Факти прояву турботи про потомство нечисленні, але описані високорозвинуті форми такої поведінки. У видів родів Molops i Abax самка створює гніздову камеру і охороняє кладку яєць до виходу личинок, захищаючи яйця від хижаків і зараження пліснявими грибками. Ще складнішу поведінку демонструють рослиноїдні Harpalini, які запасають їжу для майбутнього потомства, а Ditomus caludonius ще й охороняє його протягом всього літнього сезону, до виходу молодих жуків з лялечок.

### Захист від хижаків
У багатьох видів вироблені захисні пристосування, які зменшують ймовірність стати жертвою хижаків. Дуже цікаві в цьому плані анальні захисні залози турунів, які відрізняються різноманітністю будови і великим набором продукованих речовин. Особливо широко відомі захисні залози жуків-бомбардирів (підродини Brachyninae та Paussinae). Фізичним і хімічним механізмам «стрільби» бомбардирів присвячено багато наукових досліджень. Цей феномен описаний у сотнях популярних публікацій. «Постріл» бомбардира відбувається завдяки екзотермічній хімічній реакції між окисником і відновником, які виділяються різними залозами і змішуються в момент випорскування. Температура при мікровибуху сягає 100 градусів Цельсія, а звук у великих тропічних бомбардирів нагадує постріл із пістолета. До захисних пристосувань може бути віднесене і зелене, маскуюче забарвлення багатьох видів турунів, які живуть серед листя.

## Систематика

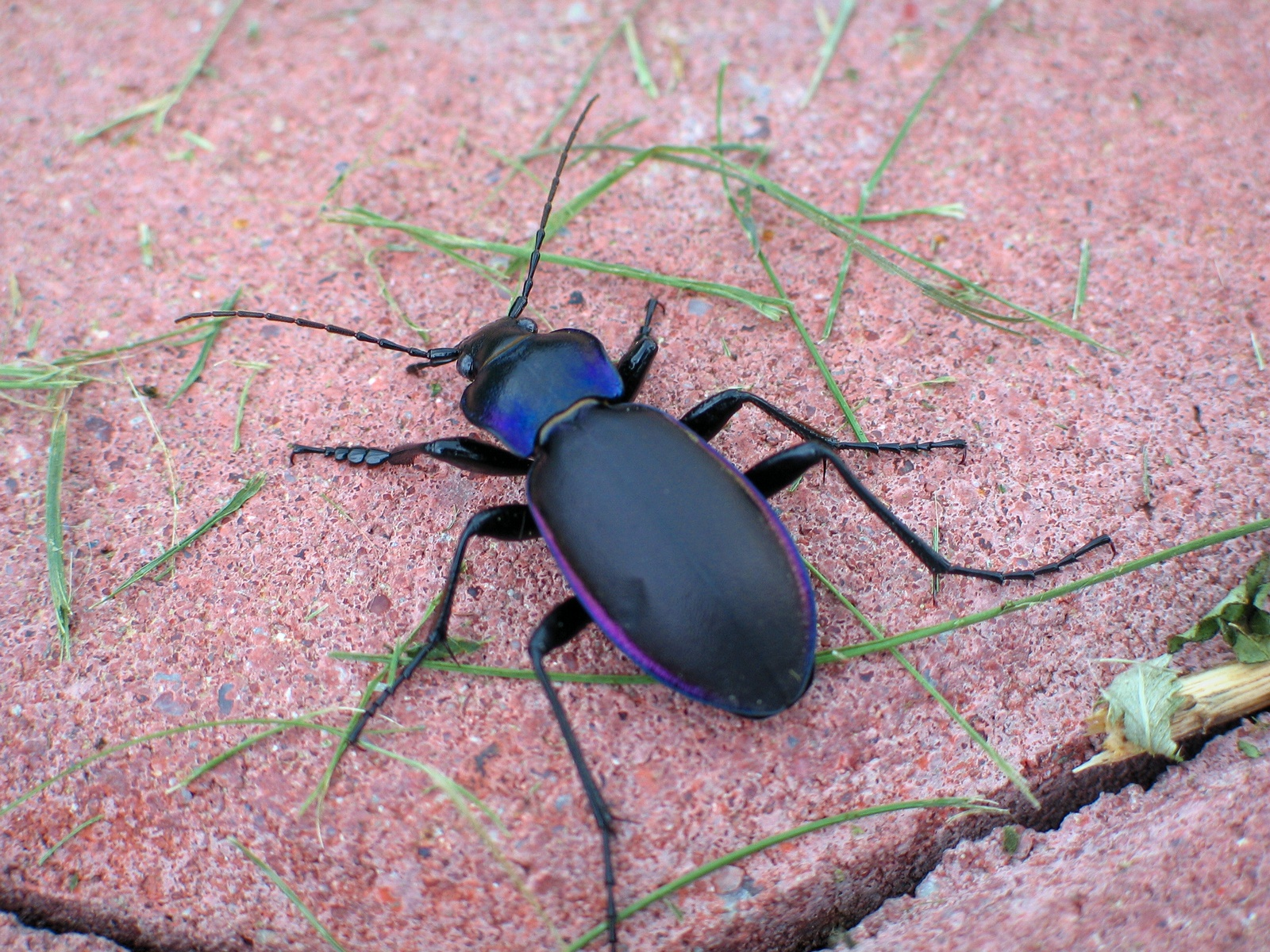
Турун фіолетовий (Carabus violaceus) — звичайний мешканець лісів і парків України

Систематика турунів є доволі дискусійною, оскільки родина об'єднує дуже велику кількість видів. Тому поділ на роди, триби і підродини залежить від автора і ентомологічної школи. Налічують від 10 до 50 підродин. Деякі підродини, як-от Стрибуни, виокремили у ранг окремих родин, хоча декотрі дослідники їх і далі включають до складу родини Турунів.
Нижче наведено поділ родини турунів на підродини:
- Anthiinae
- Apotominae
- Brachininae
- Broscinae
- Carabinae
- Cicindelinae
- Ctenodactylinae
- Dryptinae
- Elaphrinae
- Gineminae
- Harpalinae
- Hiletinae
- Lebiinae
- Licininae
- Loricerinae
- Melaeninae
- Migadopinae
- Nebriinae
- Nototylinae
- Omophroninae
- Orthogoniinae
- Panagaeinae
- Paussinae
- Platyninae
- Promecognathinae
- Protorabinae
- Pseudomorphinae
- Psydrinae
- Pterostichinae
- Rhysodinae
- Scaritinae
- Siagoninae
- Trechinae
- Xenaroswellianinae

## Філогенія

Філогенетичне дерево родини Турунів (за D.R. Maddison та ін, 1999)

Жуки-туруни є близько спорідненими із родинами Трахипахіди (Trachypachidae C. G. Thomson, 1857), з якими вони мають спільних предків. Навколо внутрішньородинних філ турунів існують суттєві розбіжності між різними науковцями і науковими школами, що відображається і у систематиці родини. Дослідження філогенетичних зв'язків за допомогою методології сиквенсу 18S рибосомальної ДНК показує деякі нюанси спорідненості різних груп турунів. Згідно з даних досліджень найдревнішими гілками родини є підродини Карабіни (Carabinae) та Сіаґоніни (Siagoninae), які знаходяться відокремлено від інших філ. Від спільного передка походить група підродин: Небріїни (Nebriinae), Льоріцеріни (Loricerinae), Оморфіни (Omophroninae), Псидріни (Psydrinae), Промекоґнатіни (Promecognathinae) та Апотоміни (Apotominae). З ними зближена підродина Бросціни (Broscinae), проте, яка розташована дещо окремо і є більш еволюційно розвиненою. Окрему філу складають підродини Патробіни (Patrobinae) та Трехіни (Trechinae), які є відносно молодими і розвинулись від спільного предка. Найбільш спеціалізованою і еволюційно розвиненою, з перелічених є підродина Скарітини (Scaritinae). Зовсім іншу філу родини складають найбільш еволюційно прогресивні підродини Псидріни (Psydrinae), Брахініни (Brachininae) та Гарпаліни (Harpalinae), причому Псидріни знаходяться значно віддаленіше від двох останніх.

## Походження
Найімовірнішим часом виникнення родини Турунів слід вважати кінець Тріасу Мезозойської ери — 220—210 млн. років тому. Достовірні знахідки Турунів датуються раннім Юрським періодом, а в пізньому Крейдовому (Турон) із Каратау вже відомі сучасні підродини, як от Гарпаліни (Harpalinae).

## Екологія

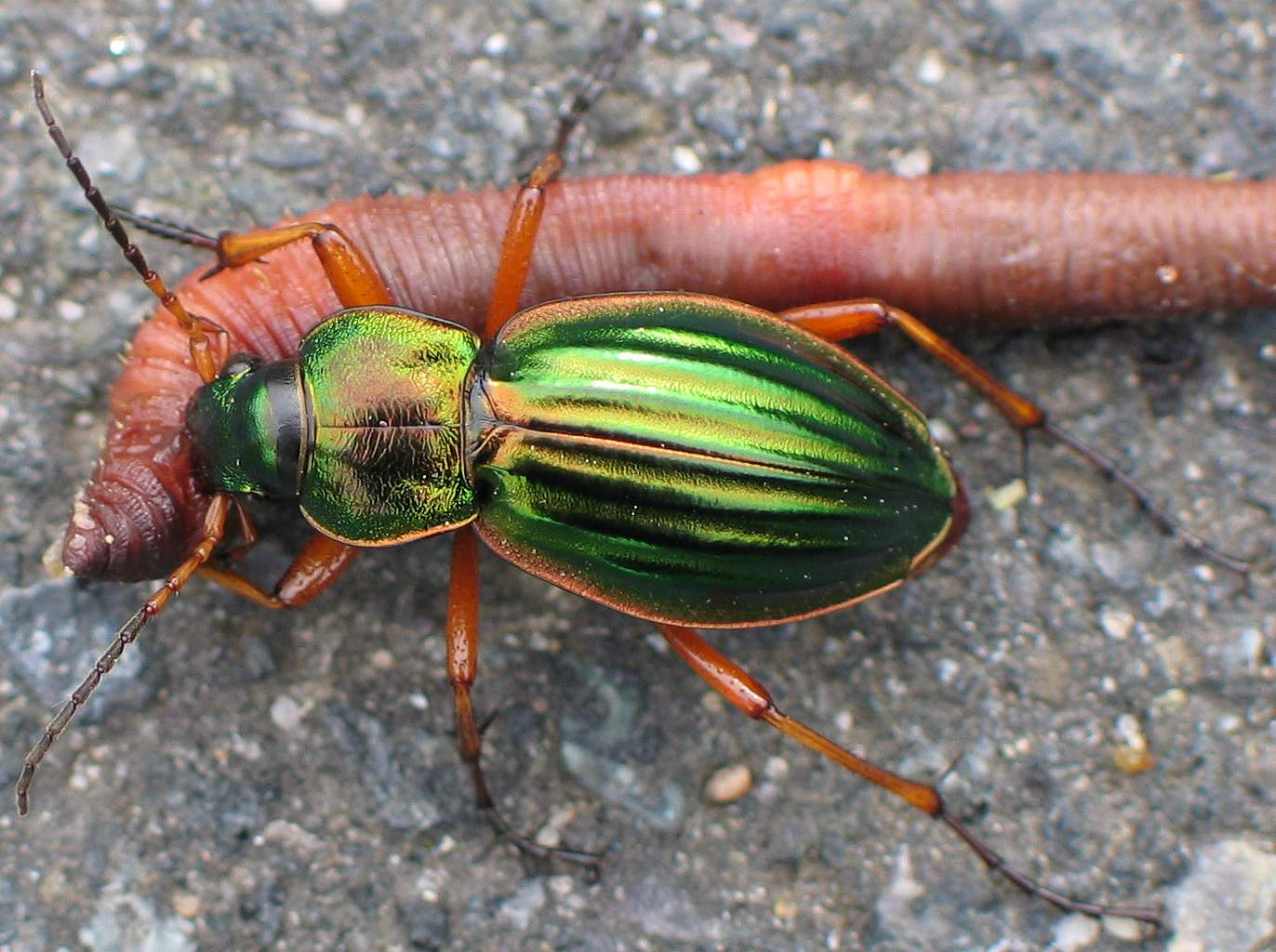
Золототурун золотий (Carabus auratus) — типовий зоофаг

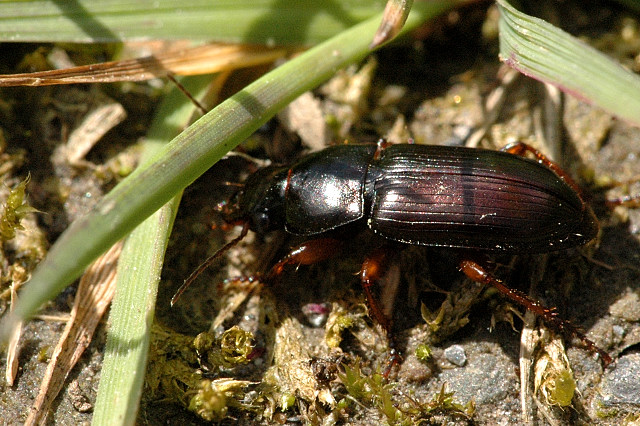
Гарпалюс споріднений (Harpalus affinis) — живиться рослинною їжею

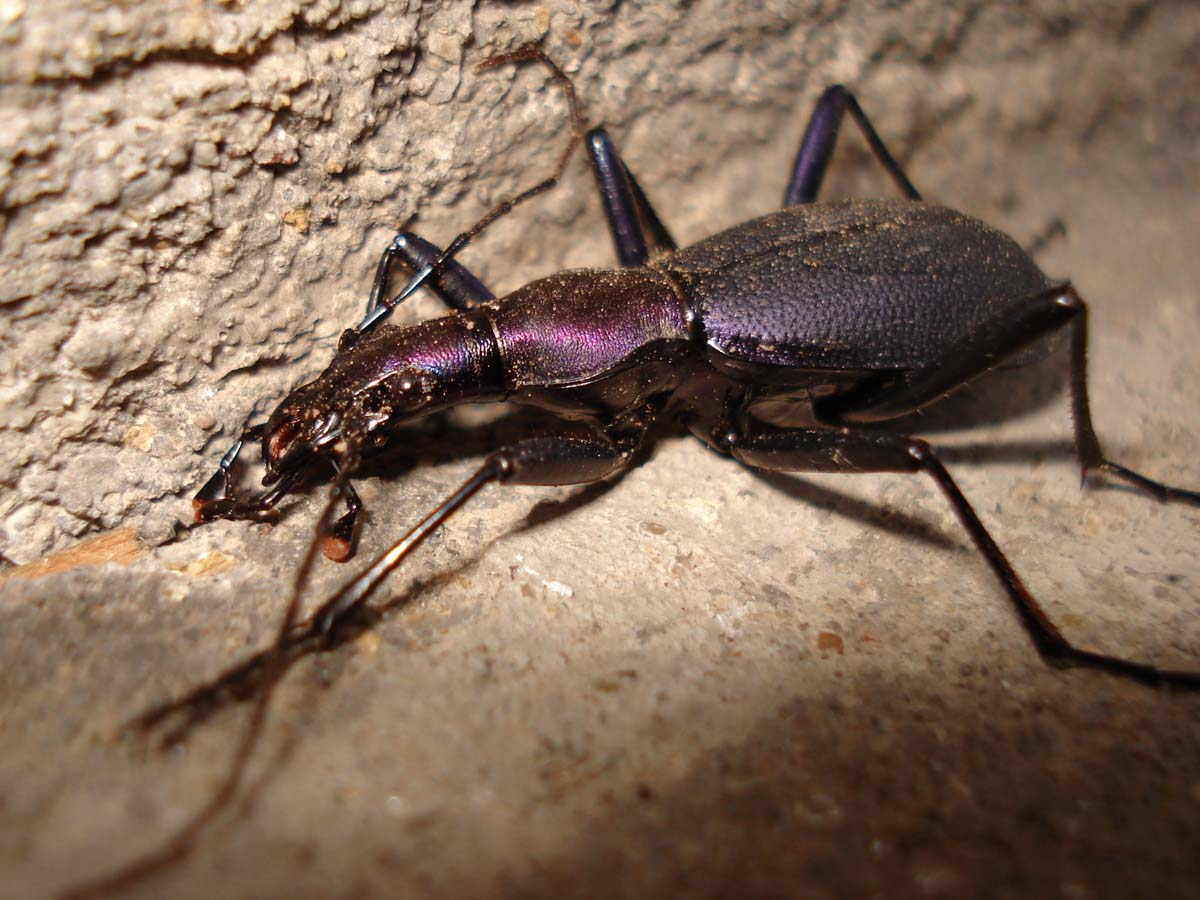
Турун-дамастер японський (Damaster blaptoides) — розповсюджений на Японських островах і живиться черевоногими молюсками

Лімітуючими факторами середовища для розповсюдження турунів, з усіх абіотичних факторів є вологість ґрунту. Переважна більшість видів надає перевагу вологим біотопам з невисокими температурами, що зумовлено швидкою втратою води організмом турунів. Особливо це характерно для хижих видів, яким необхідно поповнювати запас води у організмі безпосереднім питтям води. Туруни-фітофаги поповнюють нестачу води шляхом поїдання тканин рослин, де є достатньо рослинного соку. Деякі види-паразитоїди поповнюють нестачу води за рахунок гемолімфи хазяїна. Незначна група видів пристосувалась до збереження води і здатна жити у засолених біотопах — узбережжя солоних озер, солончаки, морські пляжі.

### Консортивні зв'язки
За типом консортивних зв'язків, туруни поділяються на дві великі групи: зоофаги — живляться різноманітними безхребетними тваринами (комахами, червами, молюсками тощо); та фітофаги — живляться рослинною їжею (рослинними залишками або тканинами живих рослин).

### Роль у екосистемах
Туруни здатні регулювати чисельність багатьох видів комах, наземних молюсків й інших безхребетних, серед яких є і небезпечні шкідники. Такі види здавна використовуються для боротьби зі шкідниками і без сумніву є корисними для людини. Численні наукові публікації присвячені дослідженню ефективності жужелиць як ентомофагів. Проте спроби інтродукції (штучного розселення) жужелиць для біологічної боротьби з шкідниками рідко бували успішними — на відміну від всім відомих успіхів в інтродукції сонечок і їздців. Успішними переважно вважають ввезення з Європи і акліматизацію в США красотіла пахучого (Calosoma sycophanta) для боротьби з непарним шовкопрядом.

### Шкодочинність
Найбільшої шкоди зерновим культурам завдають види роду Zabrus (в першу чергу тут слід згадати хлібного туруна — Zabrus tenebrioides), які пошкоджують пшеницю та інші зернові, як на стадії личинок, так і на стадії імаго. Декотрі групи турунів, наприклад, роди Гарпалюс чи Амара, відзначаються переважанням фітофагії, тобто вони поїдають рослини і найчастіше трапляються в агроценозах.

## Розповсюдження
Надзвичайна екологічна пластичність турунів зумовлює їх широке розповсюдження. Вони заселяють геть усі наземні екосистеми — від тундр до пустель і дощових тропічних лісів, від рівнин до субнівального гірського поясу. Винятком є лише, хіба, високогірні, арктичні й антарктичні льодовики. Декотрі види ведуть земноводний спосіб життя, пристосувавшись до водного середовища. Окремі види мають надзвичайно широкий ареал, який може простягатись на кілька природно-кліматичних зон. Наприклад, ареал Туруна фіолетового (Carabus Megodontus violaceus) простягається від Європи до Ірану та Індії. Багато видів мають вузьколокальні ареали, наприклад, Турун Фабра український, приурочені до гірських систем і є ендеміками відповідних територій.

## Цитована література
1. ↑  Національний науково- природничий музей НАН України(укр.)
2. ↑  Kromp, B. Carabid beetles in sustainable agriculture: a review on pest control efficacy, cultivation aspects and enhancement. Agriculture, Ecosystems and Environment — 1999. — 74. — рр. 187—228
3. ↑  Різун В. Б. Туруни Українських Карпат. — Львів, 2003 р. — 210 с.
4. ↑  D.R. Maddison, M.D. Baker, K.A. Ober Phylogeny of carabid beetles as inferred from 18S ribosomal DNA (Coleoptera: Carabidae). — Systematic Entomology, (1999). — 24. — pp. 103—138
5. ↑  Крыжановский О. Л. Жуки подотряда Adephaga: семейства Rhysodidae, Trachypachidae; семейство Carabidae (вводная часть, обзор фауны СССР) // Фауна СССР. Жесткокрылые. — Л.: Наука, 1983. —1, вып. 2. — 341 с.
6. ↑  Заморока А. М. Поширення Carabus fabricii ucrainicus (Carabidae, Coleoptera) в Ґорґанському гірському масиві // матеріали І Міжнародної науково-практичної конференції студентів та молодих вчених «Проблеми природокористування та охорона рослинного і тваринного світу». — Кривий Ріг, — 2004. — с. 27-29